# Strada romana della valle del Reno
La strada romana della valle del Reno era una delle strade romane più importanti nel nord dell'Impero Romano. Collegava l'Italia, lungo il Reno superiore, con le province romane di Germania superiore e Germania inferiore e le legioni di stanza sul Reno.

## Storia

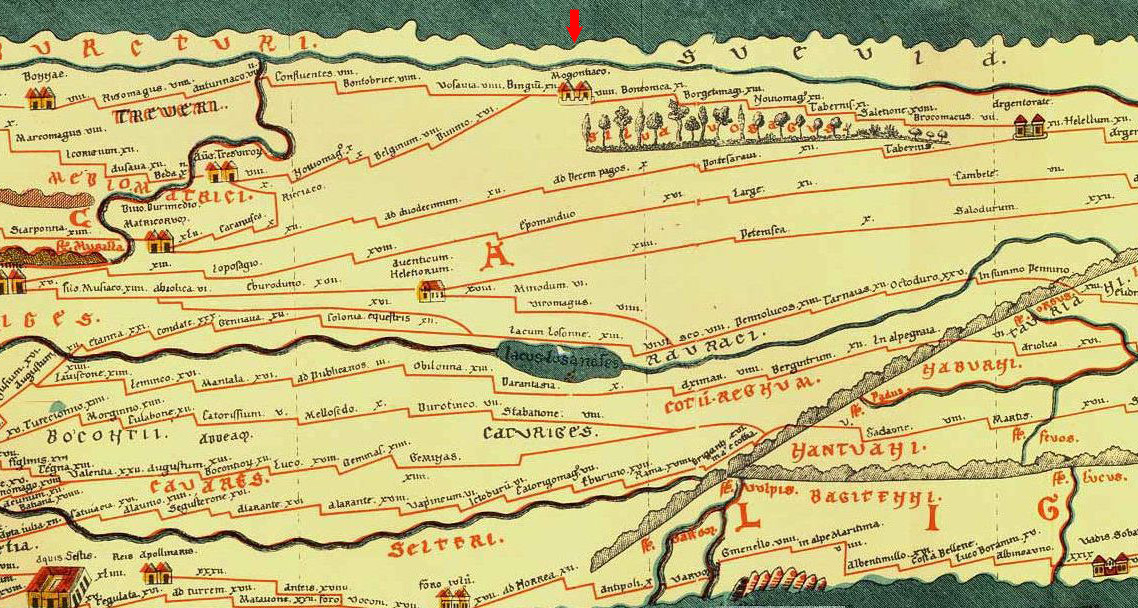
Rappresentazione nella Tabula Peutingeriana (freccia che indica Magonza).

La strada della valle del Reno fu una delle prime strade romane della regione. La più antica strada romana che portava al Reno era il collegamento costruito da Marco Vipsanio Agrippa durante il suo governatorato in Gallia. Andava da Lione (Lugdunum) via Metz (Divodurum) e Treviri (Augusta Treverorum) a Colonia (Colonia Claudia Ara Agrippinensium). Come collegamento strategicamente importante e più breve con l'Italia, la strada del Reno fu probabilmente realizzata poco dopo, al più tardi con l'inizio delle campagne germaniche dell'imperatore Augusto intorno al 15 a.C.
Con la fine delle campagne e l'istituzione del Reno come confine, la strada collegava le più importanti località occupate dalle truppe romane, tra cui diversi accampamenti di legionari. Il collegamento con le legioni sul Danubio fu notevolmente ampliato dalla rotta lungo l'Alto Reno, così che i romani presto occuparono anche parti della destra del Reno. Questo è il motivo per cui Gneo Pinario Cornelio Clemente, nel 74, realizzò una strada che raggiungeva la strada del Reno vicino a Strasburgo. Da allora ci fu un percorso sulla riva destra del Reno da Magonza via Groß-Gerau e Heidelberg. Questa di solito viene indicata come la strada della valle del Reno destra, motivo per cui il percorso qui descritto è anche chiamato strada della valle del Reno sinistra.
Nella guerra civile romana del 69 e nella successiva rivolta batava, la strada della valle del Reno fu una delle più importanti vie di comunicazione, sia per l'esercito di Vitellio in Italia che per le truppe di Vespasiano a nord. La conquista del Agri Decumates e l'avanzata nelle zone della riva destra del Reno con la costituzione del Limes germanico-retico fecero perdere alla strada parte del suo carattere militare. Le truppe ausiliarie dell'esercito romano, che erano precedentemente di stanza nelle vicinanze delle legioni o in tipi di guarnigione più piccoli, furono trasferite nel Limes. Luoghi precedentemente dominati dai militari, come Spira (Noviomagus), Worms (Borbetomagus) o Bingen am Rhein (Bingium), divennero insediamenti civili e centri amministrativi. Abbandonati i due accampamenti delle legioni posteriori a Magonza, (Mogontiacum, Legio XXII Primigenia) e Strasburgo (Argentorate, Legio VIII Augusta) rimasero in vita durante l'epoca del medio periodo imperiale.
Con l'emergere della periferia civile, la strada mantenne la sua importanza come asse centrale di traffico. È citata nel diario di viaggio Itinerarium Antonini al tempo dell'imperatore Caracalla. È anche indicata come una delle vie più importanti della Tabula Peutingeriana. Nella tarda antichità, quando il Reno tornò ad essere il confine imperiale, molte truppe di stanza dei Limitanei sono citate nella Notitia dignitatum presso le stazioni di tappa della strada.

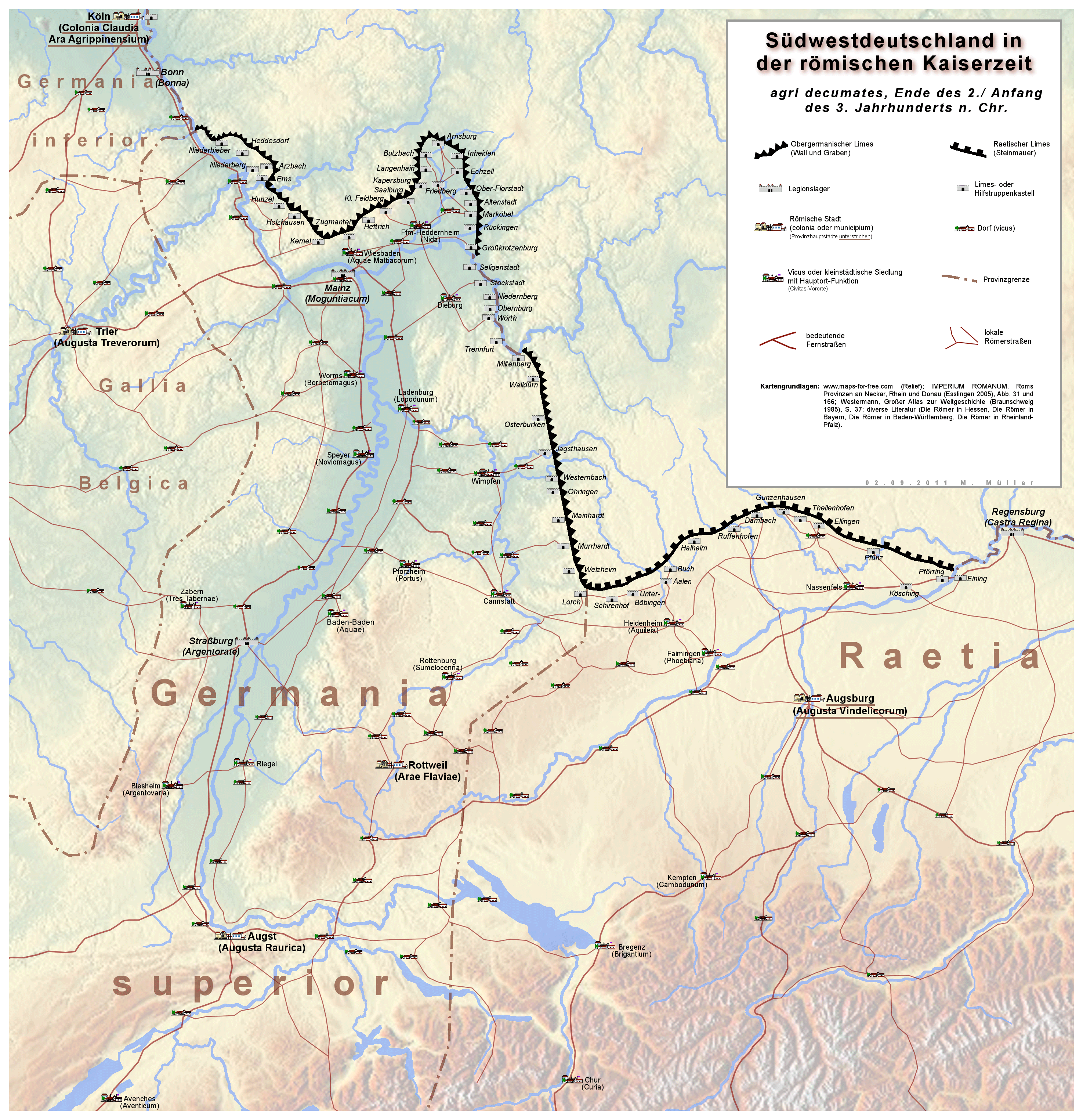
Germania sudoccidentale all'inizio del III secolo con insediamenti civili e strade romane.

## Percorso
La strada raggiungeva il Reno, da Milano, nei pressi di Augst (Augusta Raurica) attraverso il Colle del Gran San Bernardo, Avenches e Soletta. Qui la Neckar-Alb-Donau-Straße si diramava in direzione di Rottweil (Arae Flaviae) e la Alpennordstraße fino a Windisch (Vindonissa) e Pfyn (ad fines), mentre la Rheintalstraße svoltava a ovest. Un altro primo collegamento venne aperto vicino a Basilea, da Lione via Chalon-sur-Saône e Besançon, la strada della valle del Reno raggiungeva Strasburgo passando per Kembs e Biesheim. Conduceva a nord di Strasburgo a Seltz, prima di raggiungere per la prima volta quella che oggi è la Germania vicino a Berg. Portava a Magonza via Rheinzabern (Tabernae), Spira (Noviomagus), Worms (Borbetomagus) e Nierstein. Sul Medio Reno, l'Ausoniusstrasse si diramava a Treviri vicino a Bingen.
Con le stazioni intermedie Boppard (Boudobriga), Coblenza (Confluentes), Andernach (Antunnacum) e Remagen (Rigomagus) raggiungeva Bonn (Bonna) e Colonia nella Germania inferiore. Qui il Reno formava il confine con il nome di Limes germanico inferiore, motivo per cui viene spesso chiamata Limesstraße. A Colonia, la Via Belgica si diramava come prolungamento del decumanus maximus, e proseguiva via Neuss (Novaesium), Xanten (Colonia Ulpia Traiana) e Nimega (Ulpia Noviomagus Batavorum) fino al Mare del Nord.